# Rödbukspiraya
Rödbukspiraya (Pygocentrus nattereri) är en köttätande sötvattensfisk som lever i Sydamerikas floder. Den har tidigare klassificerats som tillhörande släktet Serrasalmus. Den förekommer i Amazonområdet i kustnära floder i nordöstra Brasilien, samt i Paraguayflodens, Paranáflodens och Essequiboflodens avrinningsområden. Den har också rapporterats förekomma i Uruguayfloden.

## Utseende
Fiskarna blir cirka 50 centimeter långa, och de är kända för sina skarpa tänder. De växer snabbt och är fullvuxna på några få år.
Arten har störa ögon och den användar sitt luktsinne samt sidolinjeorganet för att hitta byten. Hannarnas undersidan har oftast en intensivare röd färg än honornas buk.

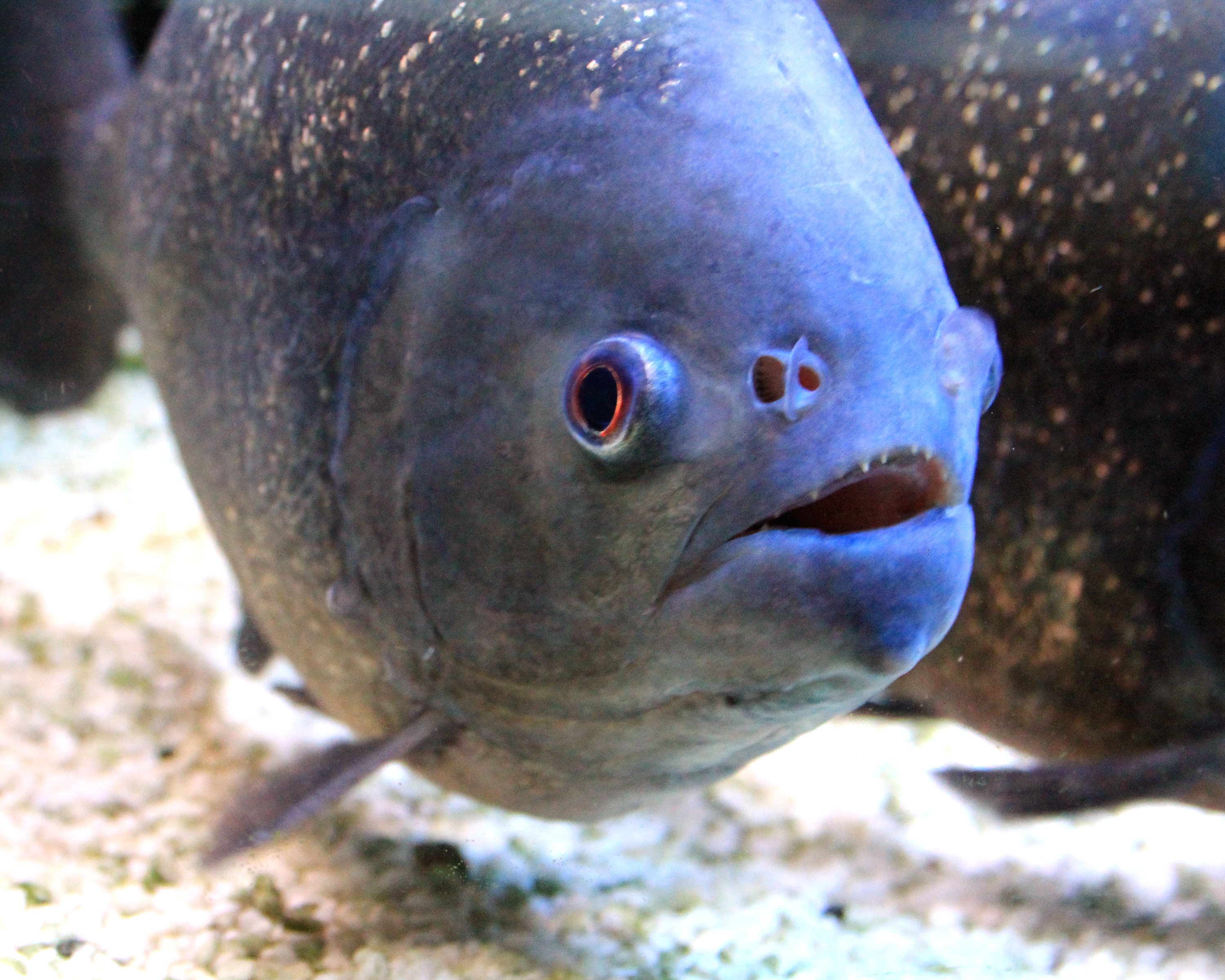
Prags havsakvarium

## Akvariefisk
Denna art säljs ofta i zoo-handeln som akvariefisk och lämpar sig bra som sådan, om den hålls i special- eller artakvarium och om man tar hänsyn till att det är en stimgående rovfisk som behöver mycket utrymme. Under 1970- och 1980-talet var den populär som akvariefisk, senare har dess popularitet minskat inom akvaristiken, men alla större välsorterade zoo-butiker med akvariefiskar brukar ha rödbukspirayan i lager eller till beställning. Akvaristerna räknar pirayorna till tetrorna, alltså till samma grupp fiskar som till exempel den betydligt mindre neontetran. Som alla andra tetror har den en fettfena.

## Sportfiske
Liksom närbesläktade arter fångas rödbukspirayan gärna som sportfisk i sina hemmavatten.

## Matfisk
Rödbukspiraya är en omtyckt matfisk, som exempelvis kan grillas över öppen eld.

## Myter
Få fiskar är omgärdade av så många myter som pirayorna. Det är helt riktigt att rödbukspirayan och några av dess släktingar är utpräglade rovfiskar, men flertalet arter i släktet Pygocentrus är fruktätare. Pirayornas eventuella farlighet gentemot människor är kraftigt överdriven, men under torrperioden vadar eller simmar befolkningen i Sydamerikas regnskogar ogärna i mindre vattendrag där man vet att det finns pirayor instängda. Sportfiskare bör också vara försiktiga då de ska kroka loss sina drag. Fisken biter hårt, och bitsår från pirayan är sekundärt farliga då de i tropisk miljö lätt kan angripas av infektioner som kan orsaka stor skada. Sår där fisken försökt slita loss vävnad får fula sårkanter, som även under goda förutsättningar blir svårläkta. Pirayor jagar i flock och hetsar varandra till att hugga in på ett byte. Akvaristerna vittnar om att det oftast går utmärkt att sköta om ett pirayaakvarium med bara händerna om man är försiktig, dock rekommenderas att man tar på sig ett par gummihandskar eller liknande. Göteborgs akvarieförening hade under senare delen av 1970-talet en stor akvarieutställning där man som dragplåster lät en fridykare dyka i en stor tank med något hundratal rödbukspirayor. Dykaren kom varje gång upp oskadd, främst beroende på att fiskarna var välmatade och rädda för dykaren. 
Liknande skådespel har tidigare kunnat ses vid det sedan 2012 nerlagda Danmarks akvarium i Charlottenlund, som höll olika arter av piraya, bland dem rödbukspiraya, i olika stora så kallade "landskapsakvarier", varav vissa rymde tiotusentals liter.